# Waskaganishs flygplats
Waskaganish Airport är en flygplats i Kanada. Den ligger i den östra delen av landet, 700 km norr om huvudstaden Ottawa. Waskaganish Airport ligger 23 meter över havet.
Terrängen runt Waskaganish Airport är mycket platt. Havet är nära Waskaganish Airport västerut. Runt Waskaganish Airport är det mycket glesbefolkat, med 3 invånare per kvadratkilometer..